# Lascoria bifidalis
Lascoria bifidalis — вид еребід роду Lascoria з підродини совок-п'ядунів який зустрічається в США. Раніше був віднесений до монотипового роду Eulintneria.